# Sayf al-Din Jaqmaq
Sayf al-Din Jaqmaq, död 1453, var en egyptisk monark. Han var regerande sultan i Mamluksultanatet Egypten mellan 1438 och 1453.